# Elezioni amministrative a San Marino del 1998

Le elezioni amministrative sammarinesi del 1998 si svolsero il 13 dicembre in 5 dei 9 castelli di San Marino per l'elezione della Giunta di Castello e del Capitano di Castello.

## Elezioni del 13 dicembre 1998

### Acquaviva
Totale seggi scrutinati
|                | Valore | Percentuale |
| -------------- | ------ | ----------- |
| Iscritti       | 938    |             |
| Votanti        | 694    | 73,99%      |
| Schede nulle   | 33     | 4,76%       |
| Schede bianche | 15     | 2,16%       |
| Voti validi    | 646    | 93,08%      |

| Candidati | Candidati           | Voti | %     |
| --------- | ------------------- | ---- | ----- |
|           | Silvano Semprini    |      | 58,05 |
|           | Maria Sonia Casadei |      | 41,95 |

### Borgo Maggiore
Totale seggi scrutinati
|                | Valore | Percentuale |
| -------------- | ------ | ----------- |
| Iscritti       | 3.946  |             |
| Votanti        | 2.350  | 59,25%      |
| Schede nulle   | 33     | 4,76%       |
| Schede bianche | 116    | 4,94%       |
| Voti validi    | 95     | 4,04%       |

| Candidati | Candidati            | Voti | %     |
| --------- | -------------------- | ---- | ----- |
|           | Pier Orazio Pignatta |      | 60,68 |
|           | Fabio Canini         |      | 39,32 |

### Faetano
Totale seggi scrutinati
|                | Valore | Percentuale |
| -------------- | ------ | ----------- |
| Iscritti       | 654    |             |
| Votanti        | 357    | 59,25%      |
| Schede nulle   | 73     | 20,45%      |
| Schede bianche | 18     | 5,04%       |
| Voti validi    | 266    | 74,51%      |

| Candidati | Candidati         | Voti | %   |
| --------- | ----------------- | ---- | --- |
|           | Barbara Montanari |      | 100 |

### Fiorentino
Totale seggi scrutinati
|                | Valore | Percentuale |
| -------------- | ------ | ----------- |
| Iscritti       | 1.327  |             |
| Votanti        | 968    | 72,95%      |
| Schede nulle   | 58     | 5,99%       |
| Schede bianche | 13     | 1,34%       |
| Voti validi    | 897    | 92,67%      |

| Candidati | Candidati     | Voti | %     |
| --------- | ------------- | ---- | ----- |
|           | Renzo Guidi   |      | 54,19 |
|           | Georges Santi |      | 32,22 |
|           | Nella casali  |      | 11,59 |

### Serravalle
Totale seggi scrutinati
|                | Valore | Percentuale |
| -------------- | ------ | ----------- |
| Iscritti       | 5.852  |             |
| Votanti        | 3.770  | 64,42%      |
| Schede nulle   | 254    | 6,74%       |
| Schede bianche | 91     | 2,41%       |
| Voti validi    | 3.425  | 90,85%      |

| Candidati | Candidati     | Voti | %     |
| --------- | ------------- | ---- | ----- |
|           | Luciana Guidi |      | 62,07 |
|           | Fabio Mazza   |      | 37,93 |